# L'Apprenti mangaka
L'Apprenti Mangaka (lit. "Hetappi. Crummy Manga Lab", Akira Sakuma, Akira Toriyama, mai 1984) est un manga publié dans Flesh Jump et édité en français par Glénat.

## Analyse
Il s'agit d'un recueil de leçons parues dans Jump où Akira Toriyama apprend à ses lecteurs ses techniques de narration. Il se divise en quatre parties
Dans la première, "L'apprenti Mangaka", on retrouve le professeur Akira Toriyama (sous les traits de Monsieur Tori) et son élève Hetappi. Il lui explique (et à nous aussi par la même occasion) comment créer un personnage identifiable, comment vieillir un personnage, la perspective, le montage, la mise en page, la narration...
Dans la seconde partie, intitulée "L'école Toriyama", nous avons affaire à une analyse du style Toriyama par Akira Sakuma, un autre mangaka, coauteur du volume. Cette seconde partie est faite d'illustrations de Sakuma et de photos de Masanori Nishimura. On y voit Tori au travail et un lapin y raconter comme notre auteur réalise ses mangas.
Dans la troisième partie, "Les exposés", Akira Toriyama analyse des planches de mangaka en herbe et les corrige, donne des conseils, etc. Ça ressemble un peu à une rubrique du journal de Spirou publiée dans les années 1970
Pour terminer ce volume en beauté, la quatrième partie, "Les personnages de Toriyama", nous apprend simplement à dessiner les personnages de Toriyama. En conclusion, un album sans grand intérêt narratif mais qui s'avère être une source de renseignements et de conseils judicieux pour tout artiste qui voudrait faire de la bande dessinée quelle qu'elle soit (manga, comics ou bd...).
Note : l'éditeur Glénat a eu l'idée d'ajouter le personnage de Son Goku sur la couverture pour faire vendre cet album.[réf. nécessaire]

## Édition
- Éditeur : Glénat (22 octobre 1997)
- Format : 180 mm x 115 mm
- 192 pages
- (ISBN 2-7234-2404-9)